# Desconsagração

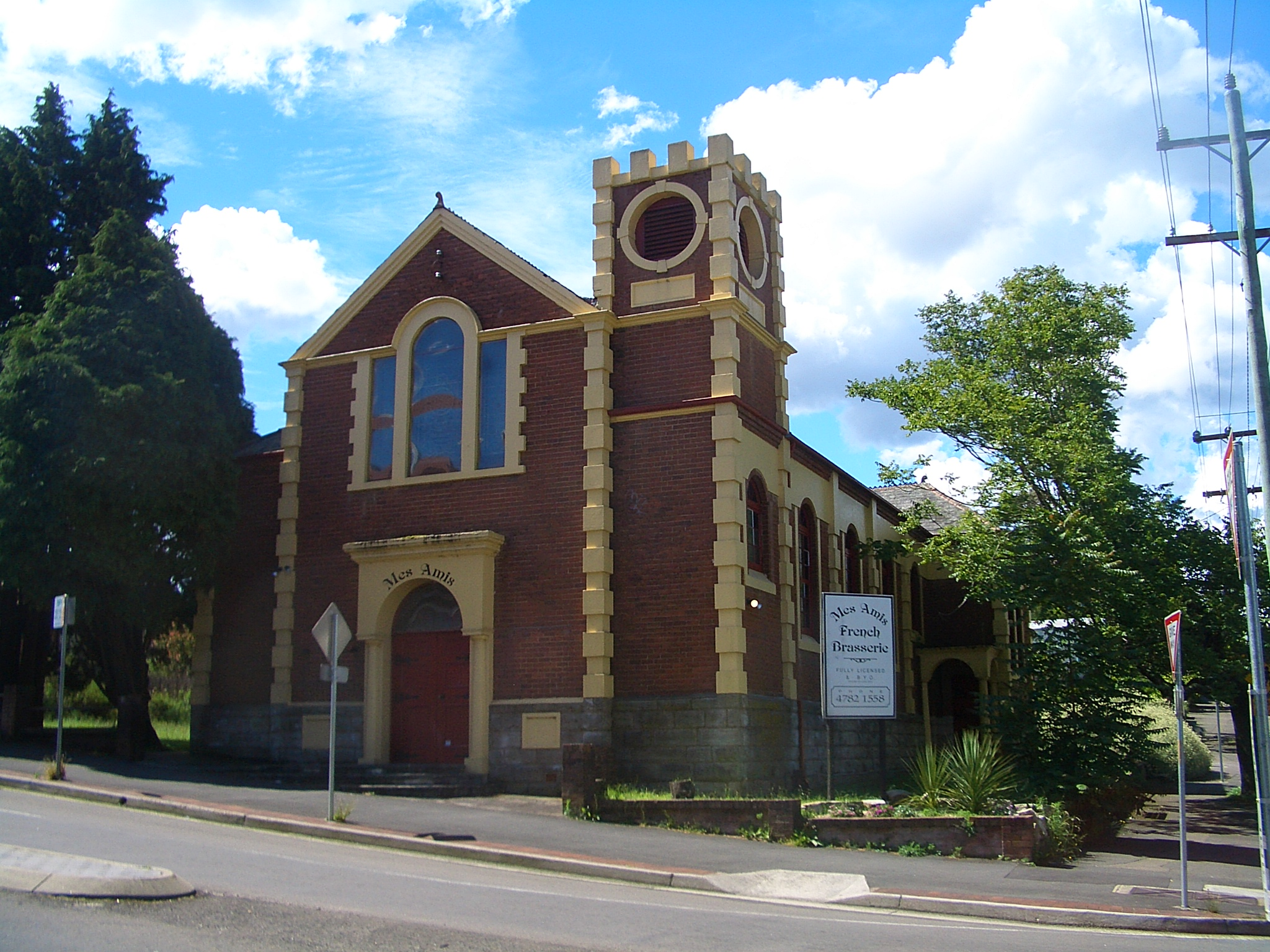
Uma igreja em Katoomba, na Austrália, convertida em um restaurante

A desconsagração, também conhecida como secularização (um termo também usado para o confisco da propriedade da igreja), é a remoção de uma bênção religiosa de algo que havia sido previamente consagrado para uso religioso. Em particular, os edifícios de igrejas e sinagogas que não são mais necessários para uso religioso são desconsagrados para uso secular ou demolidos.